# Socjalizm ricardiański

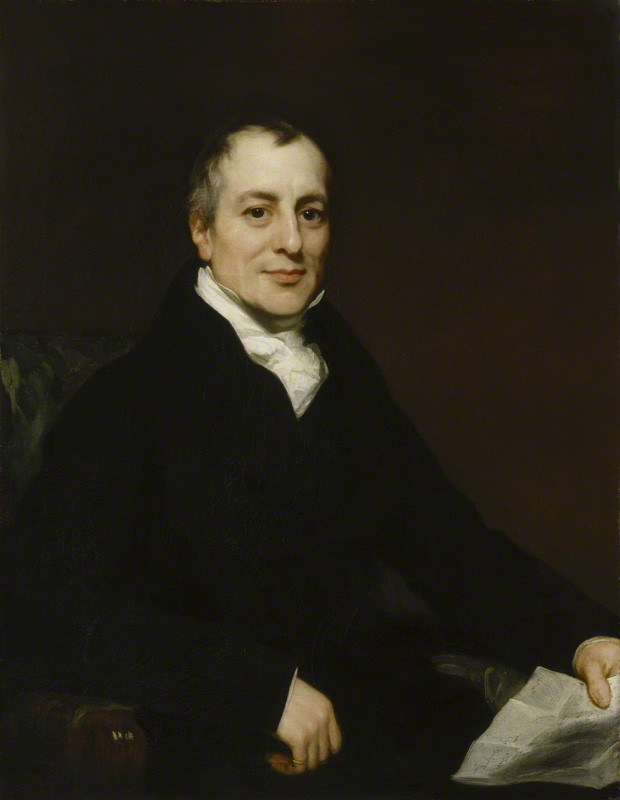
Portret Davida Ricardo, do którego teorii ekonomicznej nawiązuje socjalizm ricardiański.

Socjalizm ricardiański – nurt w brytyjskiej myśli ekonomicznej, powstały w pierwszej połowie XIX wieku, nawiązujący do teorii ekonomicznej Davida Ricardo. Nurt ten krytykował społeczeństwo kapitalistyczne oraz postulował stopniowe pokojowe przemiany społeczne.
Główni przedstawiciele socjalizmu ricardiańskiego: John Francis Bray, John Gray, Thomas Hodgskin, William Thompson, Charles Hall.